# بی ۵ ان
B5N (به انگلیسی: Nakajima_B5N) یک هواگرد از نوع هواگرد اژدرافکن و بمب‌افکن ساخت شرکت شرکت هواپیمای ناکاجیما است. هواگرد B5N نخستین پروازش را در ۱۹۳۷ میلادی انجام داد. در مجموع، تعداد ۱٬۱۴۹ فروند از این هواگرد ساخته شده‌است.